# کیم ایل سونگ
کیم ایل سونگ (به کره‌ای: 김일성) (زاده ۱۹۱۲ – درگذشته ۱۹۹۴)بنیانگذار کره شمالی بود که در آن به عنوان نخستین رهبر کره شمالی و دیکتاتور از تاسیسش در سال ۱۹۴۸ تا مرگ در سال ۱۹۹۴ حکومت کرد .. پس از وی کیم جونگ ایل پسرش به رهبری کرهٔ شمالی رسید که او را رئیس‌جمهور ابدی کره شمالی اعلام کرد . وی پدربزرگ کیم جونگ اون رهبر فعلی کره شمالی است .
او از سال ۱۹۴۸ تا ۱۹۷۲ مقام نخست وزیر کره شمالی و از ۱۹۷۲ تا ۱۹۹۴ مقام رئیس‌جمهور کره شمالی را در دست داشت .  او از ۱۹۴۹ تا ۱۹۹۴ رهبر حزب کارگران کره بود . او بعد از اینکه استعمار ژاپن بر کره با تسلیم ژاپن در جنگ جهانی دوم در سال ۱۹۴۵ پایان یافت به قدرت رسید . او رهبر کره شمالی هنگام حمله این کشور به کره جنوبی در سال ۱۹۵۰ بود که موجب مداخله برای دفاع از کره جنوبی توسط سازمان ملل با رهبری ایالات متحده شد . به دنبال تساوی نظامی در جنگ کره پیمان ترک مخاصمه کره در سال ۱۹۵۳ امضا شد . او با ۴۵ سال حکومت سومین بلند مدت ترین رهبر غیر سلطنتی یک کشور در قرن بیستم بود . 

## خانواده
کیم ایل سونگ در خانواده‌ای پروتستان به دنیا آمد، پدرش کشاورز و مادرش دختر یک کشیش پروتستان بود. او در ابتدا نامش کیم ایل جو بود اما توسط سربازان زیر دستش کیم ایل سونگ نام گرفت او دو برادر و یک خواهر داشت، برادر بزرگش توسط ژاپنی‌ها کشته شد و برادر دیگرش بعدها به عنوان معاون او در حکومت کمونیستی کرهٔ شمالی منصوب شد.
پدرش مبارزی چریکی بود که به بچه‌ها تاریخ و فرهنگ می‌آموخت. ژاپنی‌ها او را زندانی و بعد به منچوری تبعید کردند. شرایط زندان جسم او را تباه کرد و او در ۳۲ سالگی در گذشت.

## فعالیت‌های سیاسی

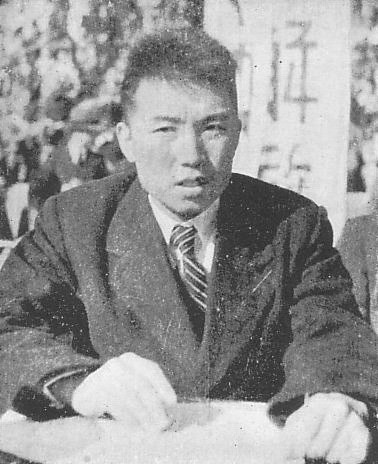
کیم ایل سونگ (۱۹۴۶)

وی از جوانی به علت مجاور بودن شبه جزیرهٔ کره با اتحاد جماهیر شوروی و تماس‌هایی که با چینی‌های طرفدار کمونیسم داشت، تحت تأثیر عقاید کمونیستی قرار گرفت و به مبارزات مسلحانه علیه ارتش ژاپن روی آورد و در سال ۱۹۳۵ ارتش ضد ژاپنی را تشکیل داد. در سال ۱۹۳۷ به فرماندهی وی به یک پاسگاه پلیس ژاپن حمله کردند که منجر به کشته شدن چند سرباز ژاپنی شد. پس از این حمله او و دیگر پارتیزان‌ها تحت تعقیب ارتش ژاپن قرار گرفتند. پس از فشارهای زیادِ ارتش ژاپن به وی و همرزمانش، سرانجام در سال ۱۹۴۰ به اتحاد جماهیر شوروی گریخت و در سال ۱۹۴۱ به ارتش سرخ شوروی ملحق شد. در سال ۱۹۴۲ پسرش کیم جونگ ایل از همسر دومش که یک پارتیزان کره‌ای بود به دنیا آمد. همسر اول کیم ایل سونگ توسط نیروهای ژاپنی دستگیرشده بود.

## به قدرت رسیدن
پس از شکست ژاپن و اشغال قسمت شمالی کره توسط ارتش سرخ شوروی در سال ۱۹۴۵، کیم ایل سونگ دوباره به کره برگشت و توانست در سال ۱۹۴۸ جمهوری دمکراتیک خلق کرهٔ شمالی را تشکیل دهد و در سال ۱۹۴۹ به کمک استالین رهبر شوروی قدرت خود را توسعه بخشد. سرانجام در سال ۱۹۵۰ به بهانهٔ متحد کردن شبه جزیرهٔ کره به منطقهٔ جنوبی حمله کرد و توانست تا سئول پیش برود ولی با ورود ارتش ایالات متحده آمریکا و نیروهای سازمان ملل به جنگ، ارتش کمونیستی کره به رهبری کیم ایل سونگ مجبور به عقب‌نشینی شد و سرانجام در ژوئیهٔ سال ۱۹۵۳ قرارداد آتش‌بس را پذیرفت و شبه جزیرهٔ کره به دو قسمت شمالی و جنوبی تقسیم گردید و مرز بین کره شمالی و کرهٔ جنوبی بسته شد. پس از پایان جنگ کره تا مرگ در سیاست باقی ماند. 

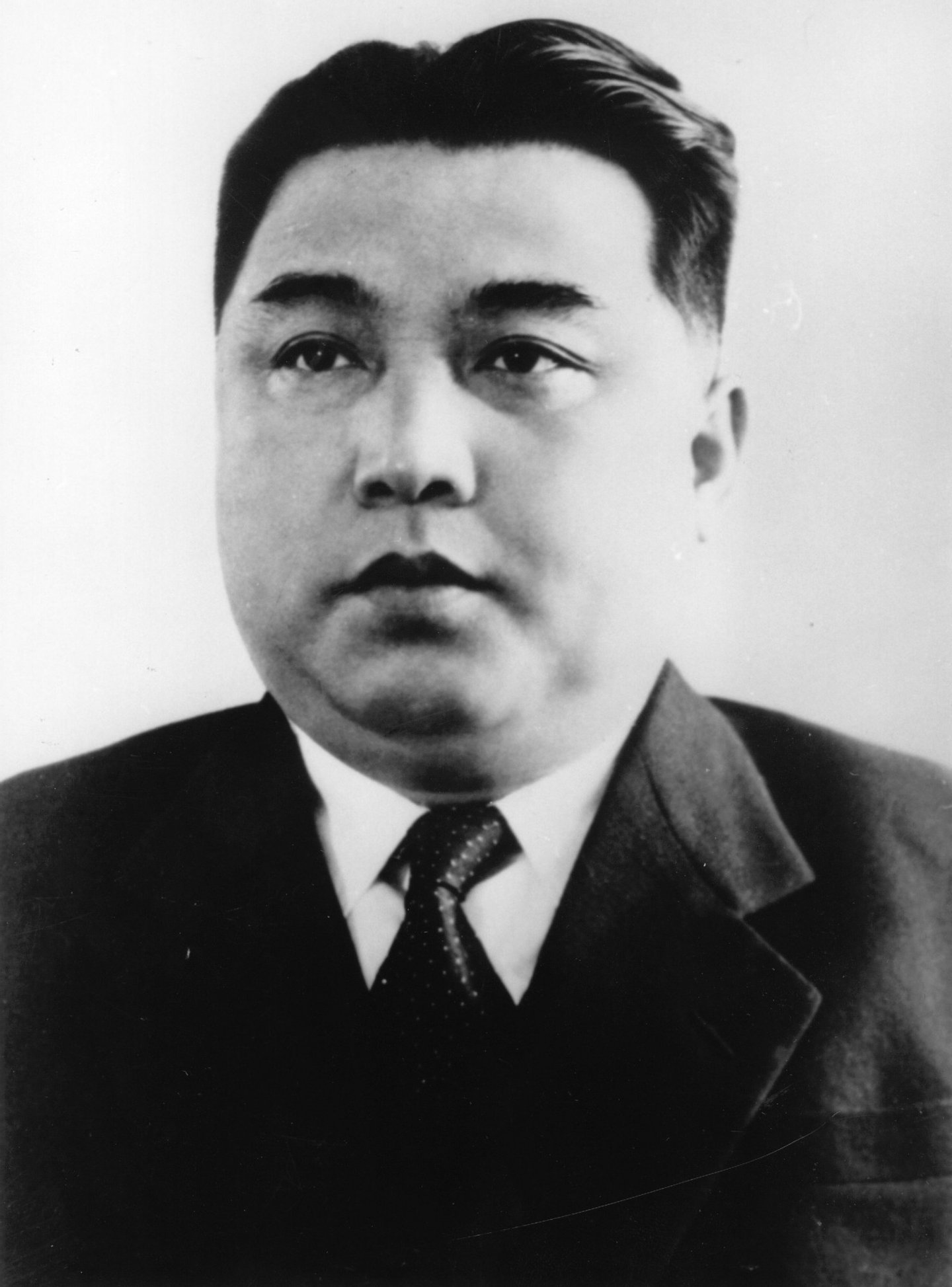
در سال ۱۹۵۰

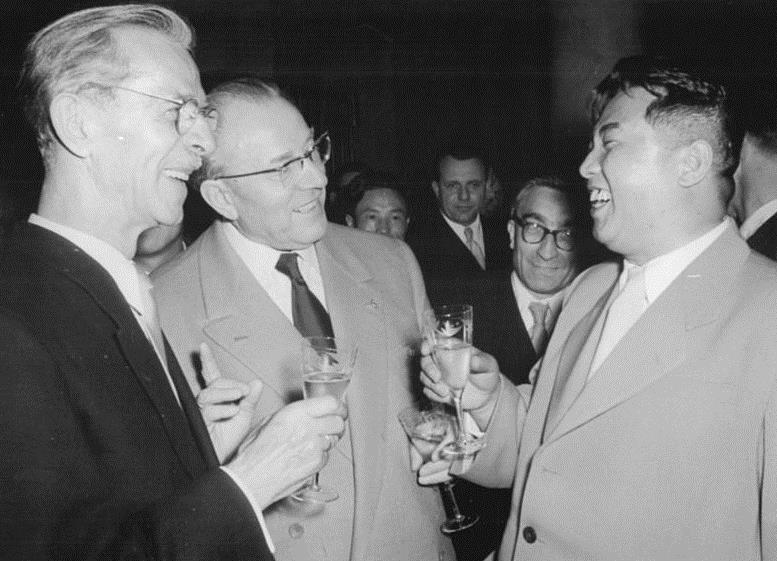
ایل سونگ (۱۹۵۶) در طول بازدید از آلمان شرقی با نخست‌وزیر آلمان شرقی اتو گروتول و نقاشی به نام اتو ناگل.

کیم ایل سونگ پس از پایان جنگ کره، با کمک اتحاد جماهیر شوروی یک پایگاه اتمی تأسیس کرد، ایالات متحدهٔ آمریکا نیز تجهیزات نظامی خود را در کرهٔ جنوبی مستقر کرد که باعث تشدید بحران در شبه جزیرهٔ کره و شرق آسیا گردید. کیم ایل سونگ برای ضربه زدن به ایالات متحدهٔ آمریکا در شرق آسیا تصمیم به ارسال سلاح و تجهیزات نظامی به ویت کنگ‌ها (ویتنامی‌های طرفدار کمونیست) در جنگ علیه ارتش آمریکا گرفت. در سال ۱۹۶۸ یک کشتی آمریکایی به جرم جاسوسی از کرهٔ شمالی توقیف شد و ۷ سرنشین آن نیز دستگیر شدند. ایالات متحده آمریکا با تحت فشار قرار دادن کرهٔ شمالی در مجامع بین‌المللی سعی در آزادی اسرای خود داشت، ولی کارساز نبود. کیم ایل سونگ شرط آزادی ۷ جاسوس آمریکایی را عذر خواهی دولت آمریکا و آزاد کردن اموال بلوکه شدهٔ کره شمالی توسط دولت آمریکا دانست و آن‌ها نیز با تمام شروط کیم ایل سونگ موافقت کردند. کیم ایل سونگ معتقد بود برای داشتن یک کشور قدرتمند و مستقل نیاز به یک ارتش قدرتمند است به همین دلیل امور نظامی بر تمام مسائل کشور ارجحیت داشت که همین امر باعث گسترش فقر در کره شمالی گردید. پس از فروپاشی اتحاد جماهیر شوروی در سال ۱۹۹۱ و پایان تنش‌ها میان بلوک شرق و بلوک غرب، کیم ایل سونگ کماکان بر اعتقادات کمونیستی خود و مبارزه با دنیای سرمایه‌داری به‌خصوص مهم‌ترین دشمن خود یعنی کرهٔ جنوبی پافشاری می‌کرد. سرانجام کیم ایل سونگ در ۸۲ سالگی در سال ۱۹۹۴ در کرهٔ شمالی در گذشت. پس از وی فرزندش کیم جونگ ایل به رهبری کرهٔ شمالی برگزیده شد.

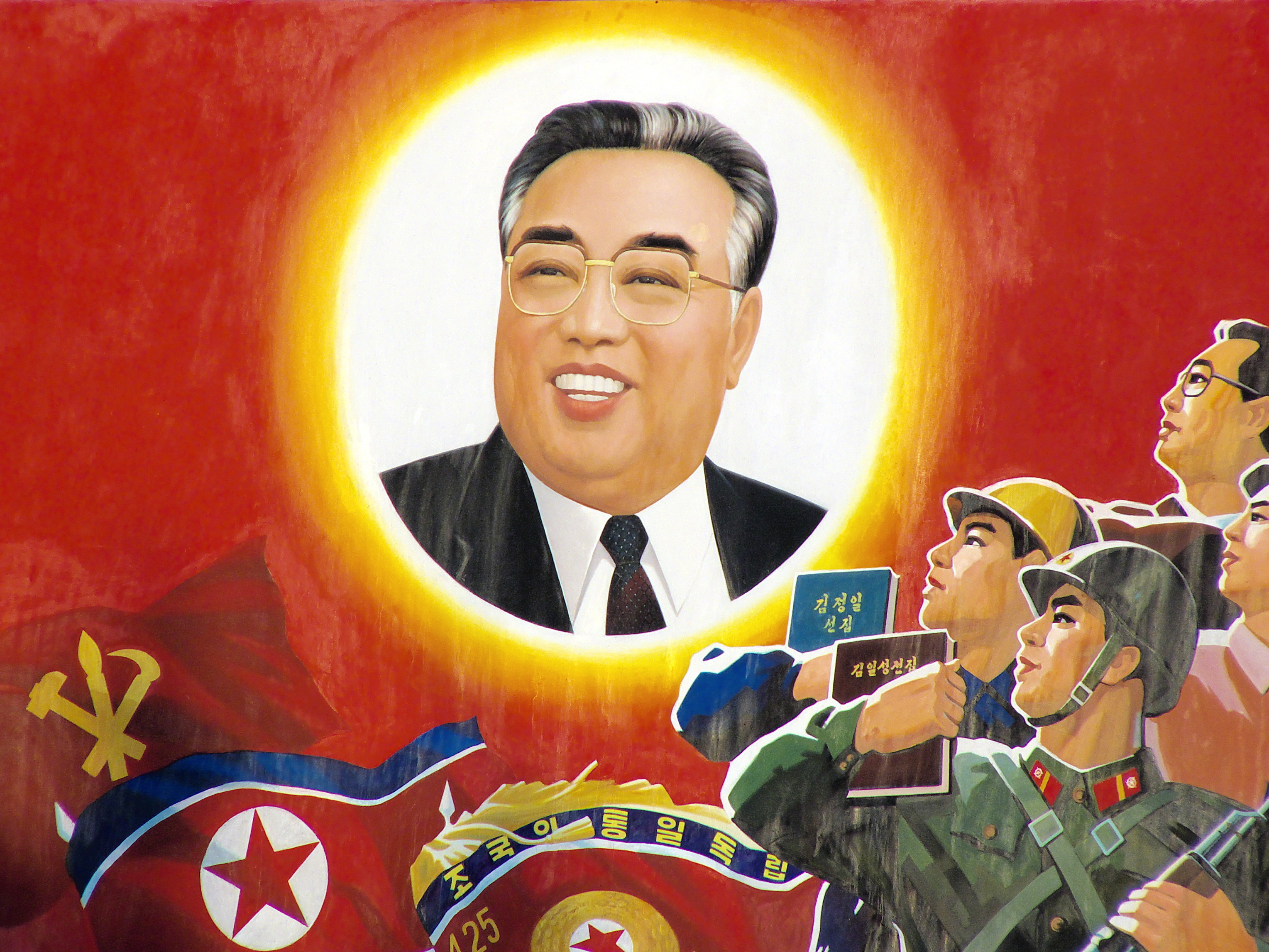
یک پوستر تبلیغاتی از وی

### جانشین
را جونگ-ییل، رئیس سابق سرویس اطلاعات ملی کره‌جنوبی مدعی شد، کیم ایل سونگ با توجه به تجربه‌ای که از اتحاد جماهیر شوروی گرفته بود، می‌دانست که اگر روند اصلاحات یا مداخله در سیستمِ ناکارآمد آغاز شود، کل سیستم به صورت اجتناب‌ناپذیری سرنگون می‌شود. او نمی‌توانست چنین چیزی را تحمل کند. همچنین کیم ایل سونگ، از شورش جانشین خود کیم جونگ ایل می‌ترسید. از اینرو سونگ به تمام نزدیکانش یک تپانچه نقره داده بود تا اگر پسرش برای تغییر سیستم کنونی پیونگ‌یانگ تلاش کرد، او را بکشند.

## تندیس

پرتره رسمی کیم ایل سونگ

در آوریل ۲۰۱۴ پیونگ یانگ از ژانگ مولی مدیر موزه بزرگمردان مومی چین درخواست کرد تا تندیس بنیانگذار کره شمالی ساخته شود، اما با قدی بلندتر از قد واقعی وی! کره شمالی به عنوان هدیه به این تندیس‌ساز، یک ساعت سوئیسی، تجهیزات صوتی ساخت ژاپن و ظروف چینی اهدا کرد و به ژانگ لقب «هنرمند خلق» را داد. کیم ایل سونگ بنیانگذار کره شمالی حدود یک متر و هفتاد و سه سانتی‌متر قد داشت اما پیکر وی با قد یک متر و هشتاد و نه سانتی‌متر ساخته شد.همچنین یک مجسمه از وی در مرکز شهر پیونگ یانگ وجود دارد. این مجسمه در سال ۱۹۷۴ از جنس طلا ساخته شد اما بعدها به جنس برنز تغییر یافت. در سال ۲۰۱۲ تندیس کیم جونگ ایل نیز به آن اضافه شد. ارتفاع مجسمه کیم ایل سونگ به ۲۴ متر می‌رسد.
از او به عنوان یک انسان پدوفیل نیز نام می‌برند زیرا او طرحی تحت عنوان کیپومجو را بنا داشت که دختران حدود ۱۶ ساله را تحت برده جنسی خود استفاده می‌کرده البته بحث کیپومجو به‌طور کامل قابل برداشت نیست.